# Чапля і журавель (мультфільм)
Чапля і журавель — мультиплікаційний фільм Юрія Норштейна.
За мотивами української казки Олени Пчілки у перекладі Володимира Даля.

## Цитата
Людмила Петрушевська про фільм: Що це за фільм «Журавель і Чапля»! Сумний, ніжний, смішний, з дощами — старий парк, срібне небо, тумани, далека музика і два самотніх істоти, останні аристократи цих місць, серед колон зруйнованої альтанки. Там царює боязка, горда любов. Збіднілі вигнанці, ні кола ні двора, майна немає, тільки руїни. Один парасольку на весь всесвіт, якась напівцілим капелюшок, намисто з горобини. Безглузді, породисті носи. Нісенітні характери. І ця ніжна, прощальна музика про кохання, якої не можна збутися … Великий фільм про любов, коли глядач всією душею прагне фінального поцілунку, але його ніколи не буде.